# Paradisfuglen
Paradisfuglen (Apus) er et stjernebillede på den sydlige himmelkugle.